# ادموند اسکار فون‌لیپمان
ادموند اسکار فون‌لیپمان (آلمانی: Edmund Oscar von Lippmann؛ ۹ ژانویهٔ ۱۸۵۷ – ۲۴ سپتامبر ۱۹۴۰) یک شیمی‌دان اهل آلمان بود.